# Vieira Portuense
Francisco Vieira, que escolheu o nome artístico de Vieira Portuense (Porto, 13 de maio de 1765 – Funchal, 2 de maio de 1805) foi um pintor português, um dos introdutores do neoclassicismo na pintura portuguesa. 

## Carreira
Um dos maiores pintores da sua geração, ocupando lugar destacado juntamente com Domingos Sequeira, Francisco Vieira Portuense, terá aprendido a pintar com o pai, dedicado à pintura de paisagens a par do ofício como drogueiro, e com os pintores João Glama Strobërle (1708-1792) e Jean Pillment (1728-1808). Presume-se ainda que terá frequentado a Aula de Debuxo e Desenho do Porto, antes de rumar a Lisboa, onde frequentou a Casa Pia e a Aula Régia de Desenho. A seguir prosseguiu os estudos em Roma, financiado pela família e pela Feitoria Inglesa ou, muito provavelmente, pela Companhia Geral de Agricultura e das Vinhas do Alto Douro. Viajou por Itália, Alemanha, Áustria e Inglaterra antes de regressar a Portugal em 1800. Os álbuns de desenhos produzidos em viagem estão sob a guarda do Museu Nacional de Arte Antiga (MNAA) em Lisboa.
Nos anos que passou em Roma foi discípulo de Domenico Corvi (1721-1803) e obteve o 1.º prémio de Desenho no concurso da Academia do Nu do Capitólio (1789). Trocou inúmeras cartas com Giambattista Bodoni e com o seu patrono, D. João de Mello e Castro, embaixador português em Roma, e com o secretário deste, Augusto Molloy. Através desta correspondência ficámos a saber, por exemplo, que auferiu de uma pensão régia de 8 escudos romanos, aumentada em quatro escudos a partir de 1791 e que deu aulas a D. Isabel Juliana de Sousa Coutinho Monteiro Paim, esposa do embaixador português.
Contraiu tuberculose e mudou-se para a Madeira, em busca de melhoria do seu estado de saúde, mas acabou por falecer, sendo sepultado na Sé do Funchal. Lê-se, no seu assento de óbito, o seguinte: "(...) faleceu, repentinamente, na casa de pasto de Maria Watror, viúva, e Católica Romana (...)".
Está representado no Museu Nacional de Arte Antiga em Lisboa e Museu Nacional de Soares dos Reis no Porto.
Não confundir este pintor com o maior nome da pintura barroca setecentista portuguesa, Francisco Vieira de Matos, mais conhecido como Vieira Lusitano ou Apeles Lusitano.

## Obras
- Leda e o Cisne (1798)
- Alegoria da Pintura (1800)
- Filipa de Vilhena armando os Filhos Cavaleiros (1801)
- Súplica de Inês de Castro (1802)

Esta última obra de 196 por 150 cm, foi executada para o Palácio da Ajuda em 1802, mas o seu rasto perdeu-se desde 1807, altura em que foi levada para o Brasil pela Corte Portuguesa, tendo permanecido no Palácio de São Cristóvão, no Rio de Janeiro, até à proclamação da república no país, altura em que regressou à Europa. 
Reapareceu em 2008 em Paris, sendo vendida em leilão por Pierre Bergé & Associes, em 25 de Junho de 2008, por 210 mil euros, pertencendo actualmente à colecção da Culturgest e encontrando-se depositada no Museu Nacional de Arte Antiga, através de um contrato de comodato celebrado entre aquela instituição e o Ministério da Cultura.

## Galeria

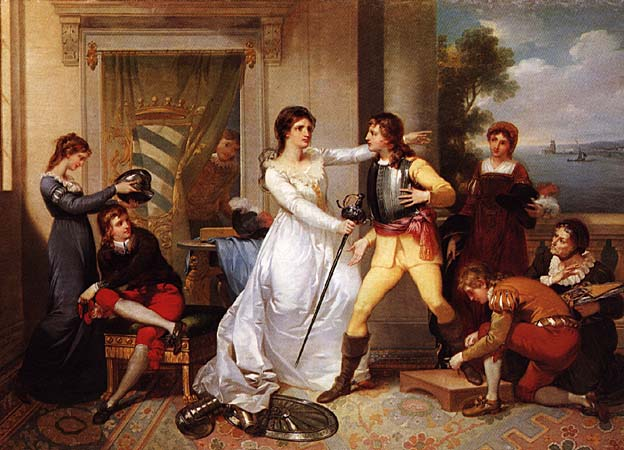
Estudo para pintura que se destinava a uma edição de luxo de Os Lusíadas que não chegou a ser publicada.Francisco vieira detto vieira, compianto sul cristo morto, 1800Filipa de Vilhena armando os Filhos Cavaleiros
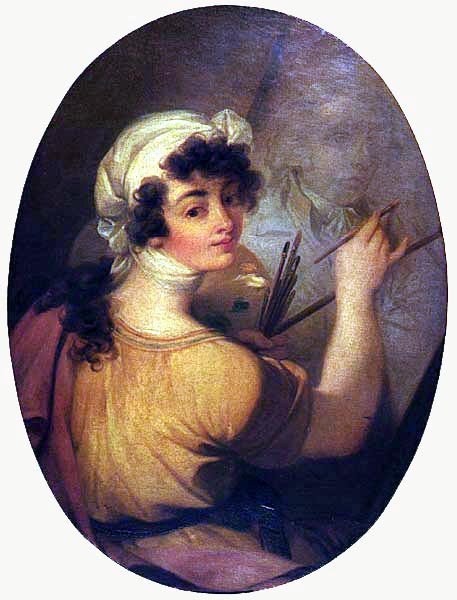
Alegoria à Pintura, no Palácio Nacional de Queluz
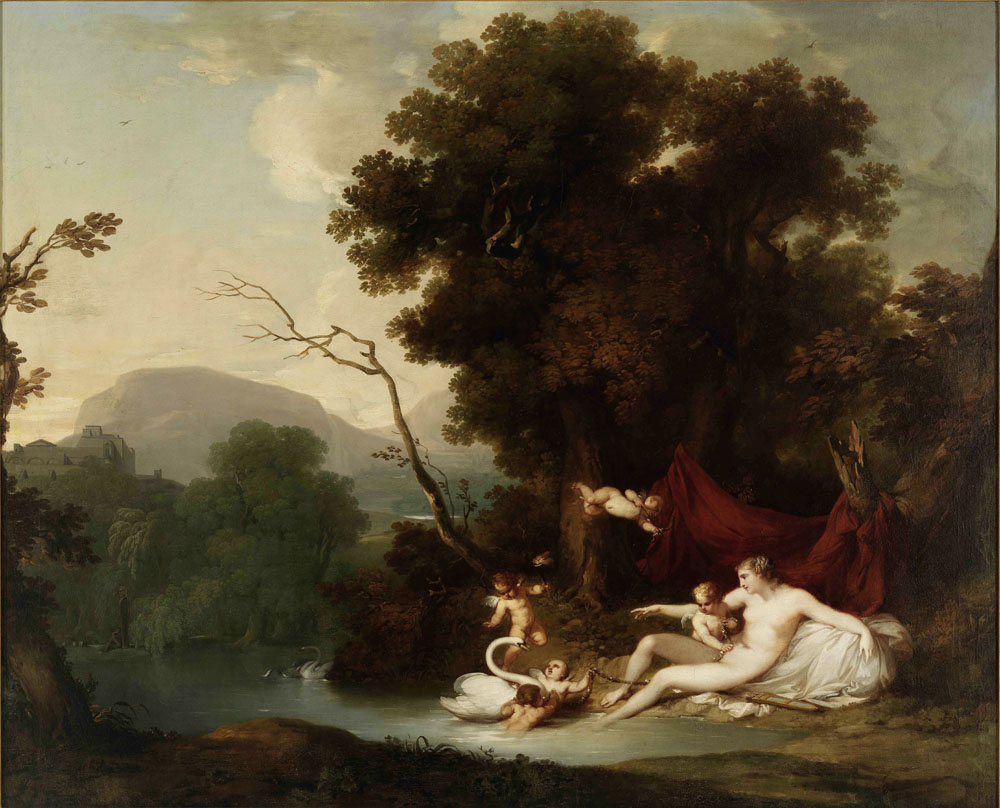
Leda e o Cisne, no Museu Nacional de Arte Antiga
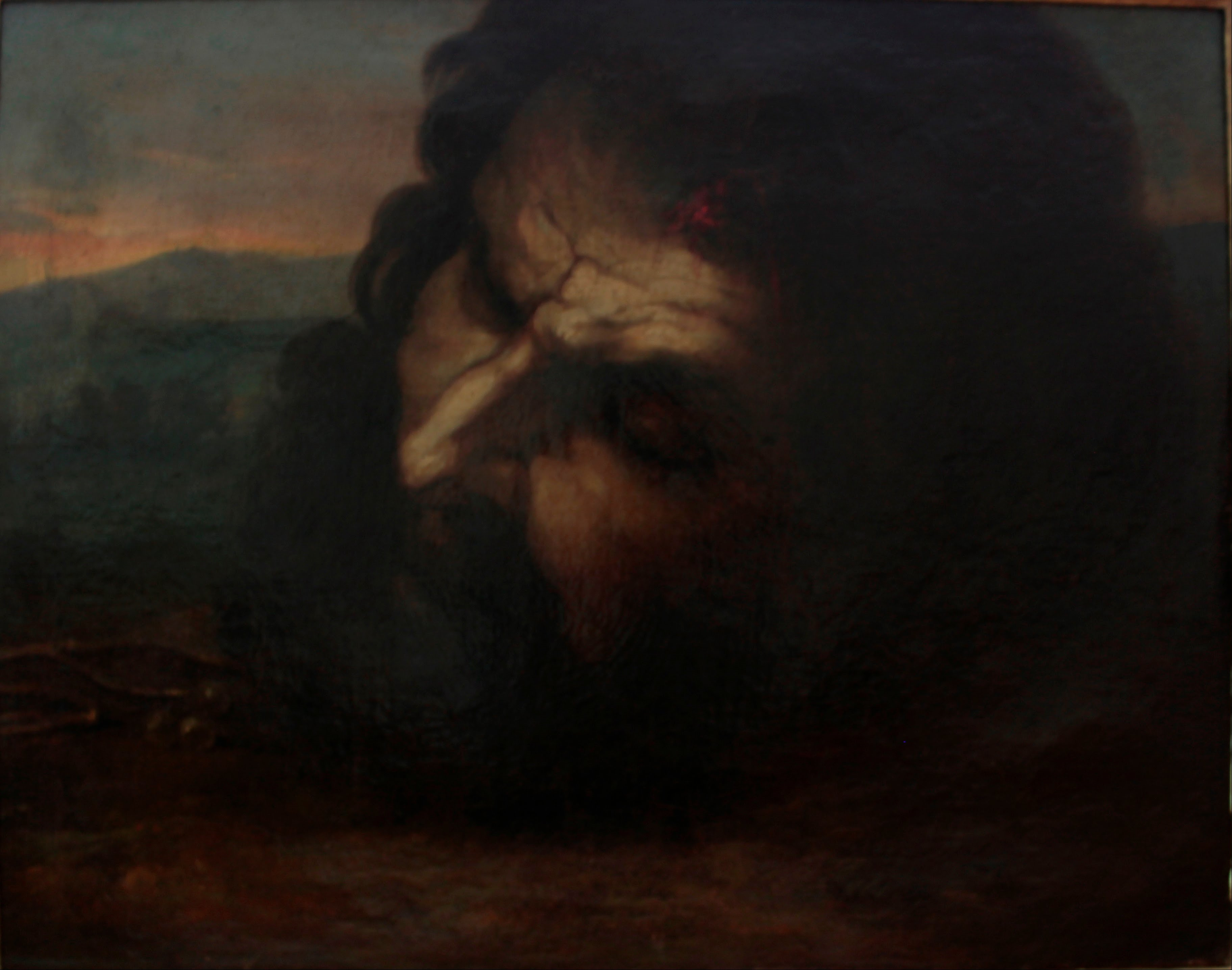
Cabeça de Golias, na Fundação Dionísio Pinheiro e Alice Cardoso Pinheiro